# ワイパーズ・タイムズ
『ワイパーズ・タイムズ』(英語: The Wipers Times) は第一次世界大戦の最中にベルギーのイーペルの最前線で、イギリス軍兵士たちが塹壕で刊行していた定期刊行物である。1916年の初頭に第12歩兵大隊シャーウッド・フォレスターズがイーペルの前線に駐屯していた時、印刷機が発見され、それをきっかけに刊行されるようになった。刊行物の名前は英国軍兵士の間でスラングとして通用していたイーペル (Ypres) の発音「ワイパーズ」(Wipers) に由来している。

## 来歴
1916年の初頭に第24師団第12歩兵大隊シャーウッド・フォレスターズがイーペルの前線に駐屯していた時、打ち捨てられた印刷機が見つかった。平時に印刷業者を営んでいたことのある軍曹がいたため、印刷ができるようになった。編集長はフレデリック・ジョン・ロバーツ大尉（後に中佐、戦功十字章受章者）、編集補佐はジョン・ヘスケス・「ジャック」・ピアソン中尉（後に中佐、殊功勲章、戦功十字章受章者）であった。
初めは『ワイパーズ・タイムズ・アンド・セイリアント・ニュース』(The Wipers Times and Salient News) というタイトルで、1916年2月12日に創刊号が100部印刷された。創刊号も含めてたいてい12ページほどで、その後22号まで発行された。タイトルは、英国軍兵士が地名のイーペル (Ypres) を「ワイパーズ」(Wipers) のように発音していたことに由来している。
刊行物の大きさやレイアウトはあまり大きく変わらなかったものの、タイトルは数回変わっており、The new church times、The Kemmel times、The Somme times、The B.E.F. times、The Better Timesなどと呼ばれていたこともある。B.E.F.はBritish Expeditionary Force（英国海外派遣軍）の頭字語である。1918年、状況好転を願ってThe Better Times (『より良き時代』)というタイトルで最終号が刊行された。

## 内容

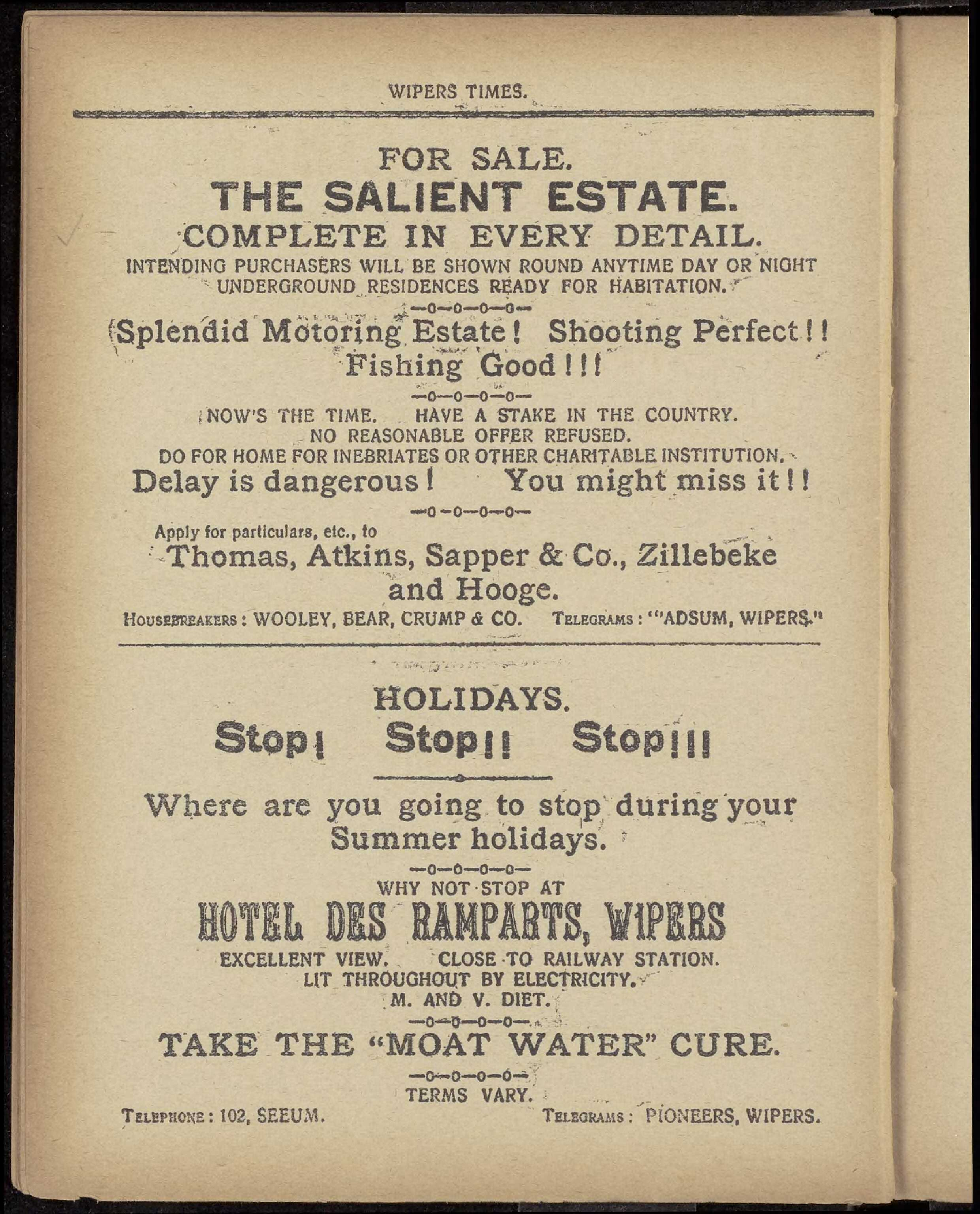
無人地帯の不動産売却（上段）とイープルで過ごす休暇旅行（下段）に関する冗談広告

内容の大部分は塹壕での暮らしを主題とするジョークや風刺であり、イギリスの著名な老舗風刺雑誌である『プライヴェート・アイ』にたとえられている。兵士から投稿された自作の詩や風刺漫画が多く掲載されていた。ユーモアが非常に重視されており、無人地帯の不動産の売却に関する広告など、ジョーク広告も多数掲載されていた。
第一次世界大戦期の英国軍兵士の間では詩作が盛んで、多数の戦争詩人が活躍していた。『ワイパーズ・タイムズ』には詩が投稿されるばかりではなく、塹壕の兵士たちの間で詩の人気が高まりすぎていることを指摘し、危険な任務の最中も常に詩のことばかり考えていて仕事をおそろかにする者に注意を促すなど、詩に関する面白おかしい内容の冗談記事が掲載されていた。

## 刊行履歴

### 初版
塹壕で書かれた日記や刊行物はあまりきちんと残っていない。『ワイパーズ・タイムズ』もそれほど多数は残っていないが、イーペルのフランドル戦場博物館には1916年2月12日の創刊号が所蔵されている。大英図書館にも1916年7月31日の号などが所蔵されている。

### ファクシミリ版
ファクシミリ版は複数刊行されている。
- The Wipers Times: A facsimile reprint of the trench magazines: The Wipers Times-The New Church Times-The Kemmel Times-The Somme Times-The B.E.F. Times. Herbert Jenkins Ltd.. (1918)
- The Wipers Times: Including for the first time in one volume a facsimile reproduction of the complete series of the famous wartime trench magazines. Eveleigh Nash & Grayson. (1930)
- The Wipers Times. P. Davies. (1973). ISBN 0-432-01292-3
- The Wipers Times. Macmillan. (1988). ISBN 0-333-47653-0
- The Wipers Times: The Complete Series of the Famous Wartime Trench Newspaper. Little Books. (January 2006). ISBN 1-904435-60-2
- Suffering from Cheerfulness: The best bits from The Wipers Times. Little Books. (May 2007). ISBN 978-1-904435-66-2
- The Wipers Times: The Famous First World War Trench Newspaper. Conway. (September 2013). ISBN 9781844862337

## 受容

### テレビ番組
2013年にBBCが『ワイパーズ・タイムズ』にもとづいてイアン・ヒスロップとニック・ニューマン脚本でテレビドラマ The Wipers Times を制作した。ヒスロップとニューマンは『プライヴェート・アイ』で働いていた。ベン・チャップリンがフレッド・ロバーツ大尉を、ジュリアン・リンド＝タットがジャック・ピアソン中尉を演じ、マイケル・ペイリンとエミリア・フォックスも出演した。

### 舞台化
2016年9月にテレビドラマの The Wipers Times を原作とする同名の舞台劇がテレビ版の脚本家であるイアン・ヒスロップとニック・ニューマンにより執筆され、ニューベリーのウォーターミル・シアターで初演された後、ロンドンのウェスト・エンドにあるアーツ・シアターで上演された。ヒスロップとニューマンはテレビドラマが制作される前の2006年から『ワイパーズ・タイムズ』の戯曲化に取り組んでいたという。2017年の9月から11月にかけて、本作はカーディフのニュー・シアター、オックスフォードのオクスフォード・プレイハウス、ウェストクリフ＝オン＝シーのパレス・シアター、ギルフォードのイヴォンヌ・アルノー・シアター、マンチェスターのマンチェスター・オペラ・ハウス、グラスゴーのシアター・ロイヤル、チェルトナムのエヴリマン・シアターを巡回した。2017年のリメンブランス・デーの週末にはグラスゴーのシアター・ロイヤルで上演された。2018年8月から12月まで再度UKツアーを行った後、10月16日から12月1日までウェスト・エンドのアーツ・シアターでまた上演された。

『ワイパーズ・タイムズ』の冗談広告。戦争に関連するミュージックホールのエクストラバガンザなどをもじった広告（左と中）や、敵軍の火炎放射器を楽しく学べる参考書の広告（右）が登場した。
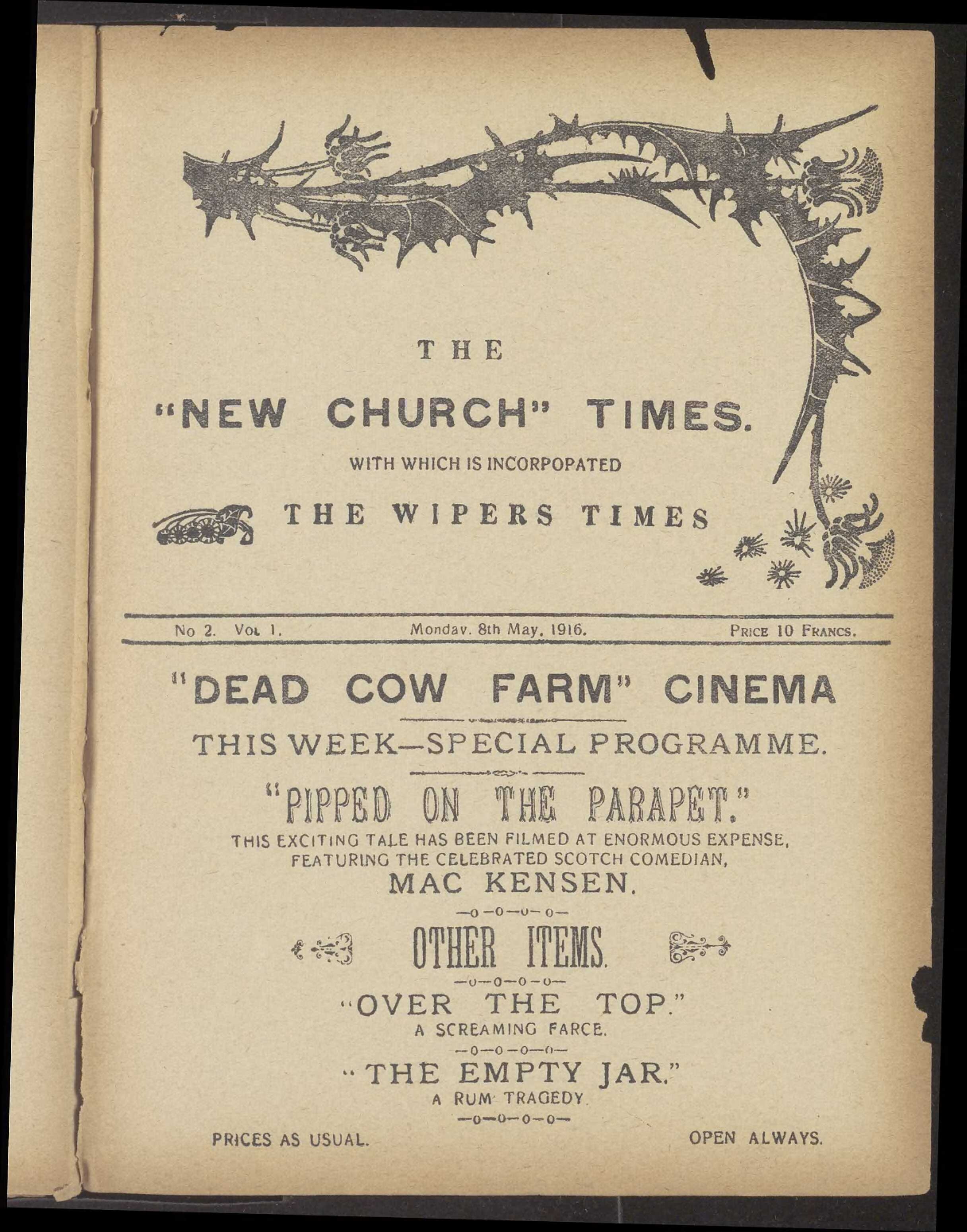
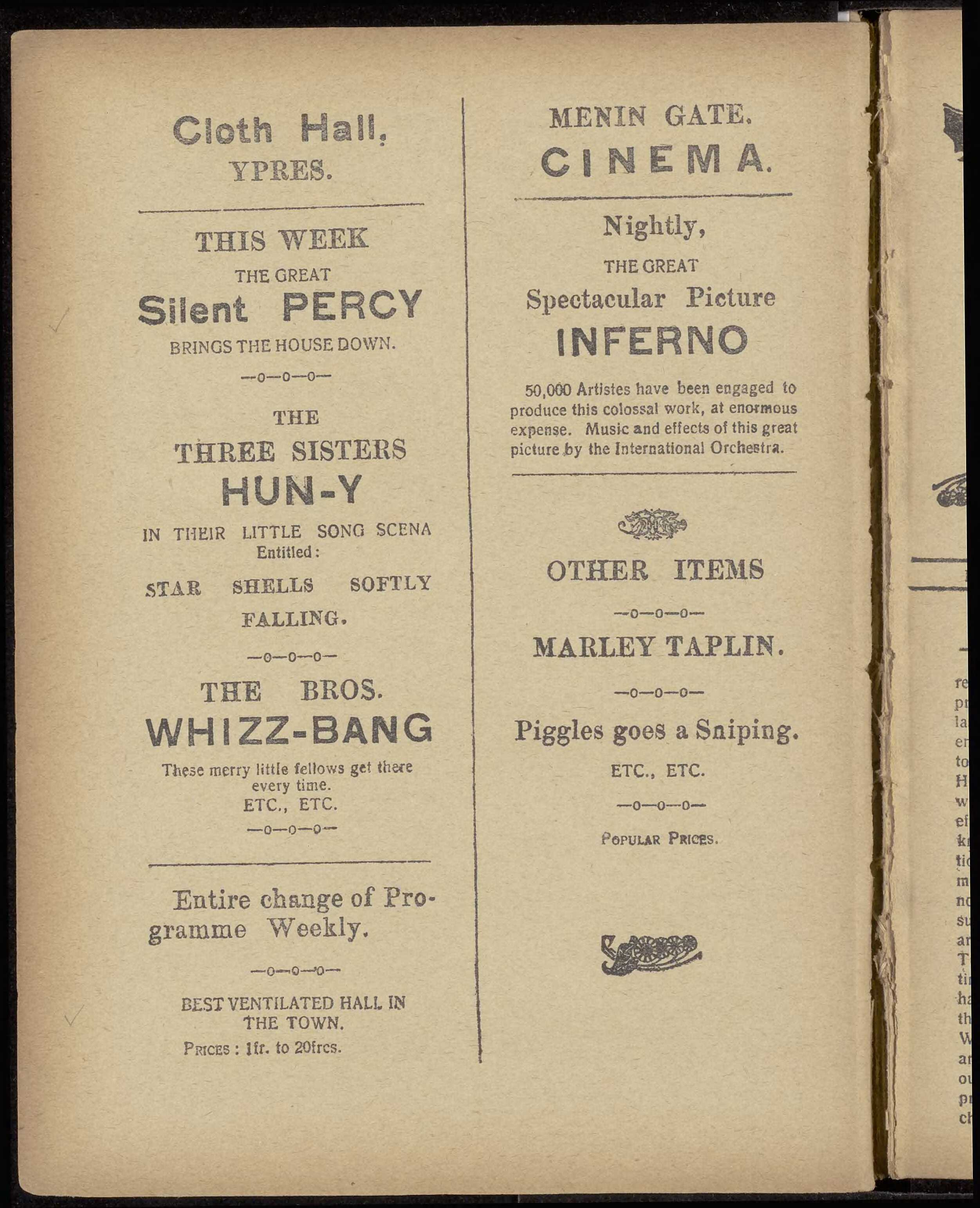
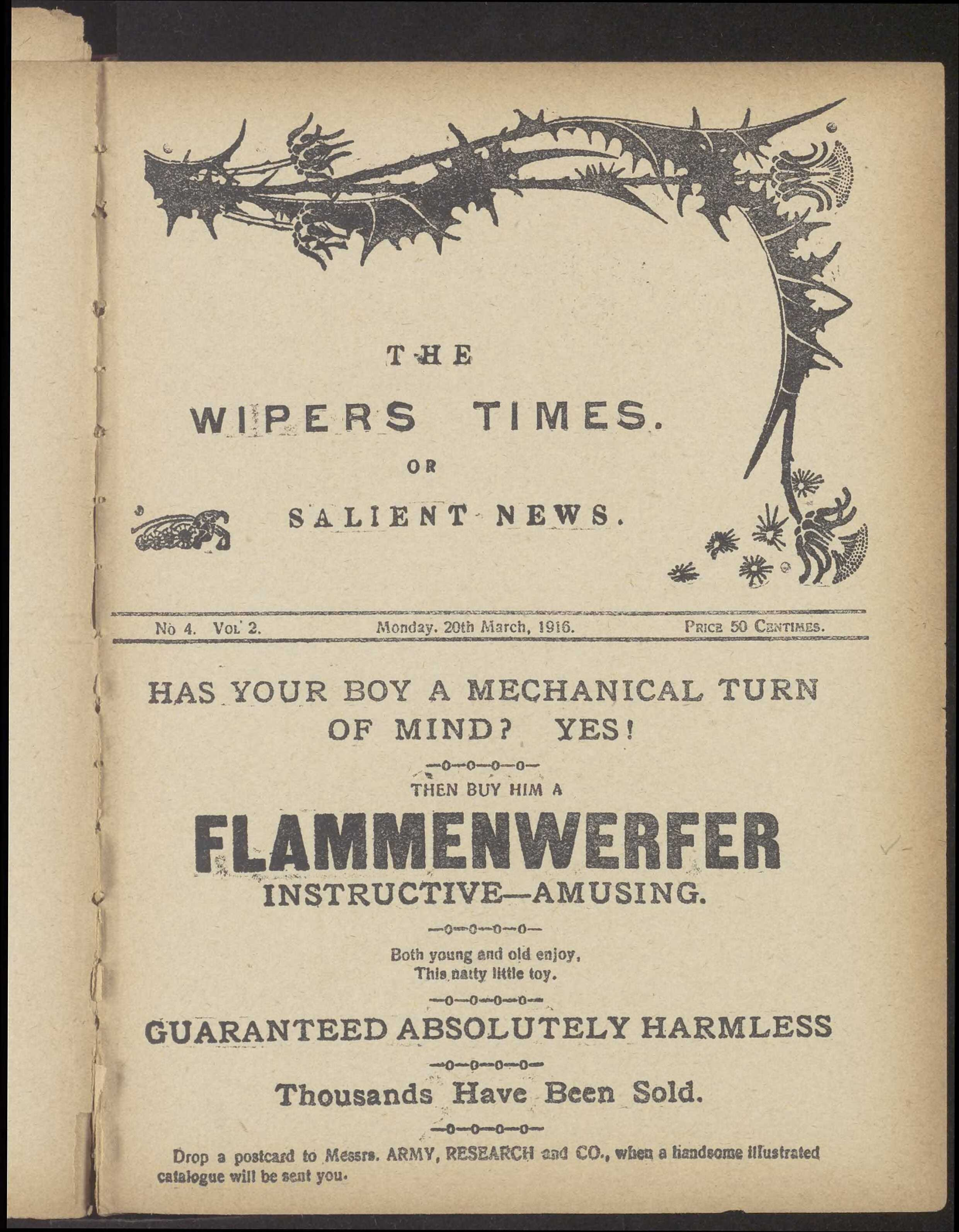